# Bulgnéville
Bulgnéville – miejscowość i gmina we Francji, w regionie Grand Est, w departamencie Wogezy.
Według danych na rok 1990 gminę zamieszkiwało 1260 osób, a gęstość zaludnienia wynosiła 95 osób/km² (wśród 2335 gmin Lotaryngii Bulgnéville plasuje się na 309. miejscu pod względem liczby ludności, natomiast pod względem powierzchni na miejscu 410.).